# Asociación de Críticos de Cine del Uruguay
La Asociación de Críticos de Cine del Uruguay (ACCU) es una asociación civil con sede en Montevideo y afiliada a la FIPRESCI. 
Sus principales cometidos son: 
«I) Representar a los críticos cinematográficos a todos los efectos. 
II) Tutelar la dignidad profesional y por tanto los intereses materiales y morales de sus miembros. 
III) Promover y fomentar el desarrollo de las distintas formas de la actividad cinematográfica, con especial referencia a sus aspectos artísticos y culturales. 
IV) Defender con la prédica y la acción el principio de libertad de prensa, de información y de expresión del pensamiento, así como promover la exhibición cinematográfica en toda su extensión, sin límites ni censura, derecho vital de todo régimen democrático e interés esencial para el desarrollo del arte y de la cultura. 
V) Promover relaciones con las organizaciones similares en el extranjero, principalmente la Federación Internacional de la Prensa Cinematográfica (FIPRESCI).»
Su actividad más visible es la entrega anual de los Premios ACCU.

## Historia
Aunque la ACCU se constituyó legalmente en 2012, su existencia es reconocida desde hace varias décadas por la unanimidad de la crítica uruguaya, por los distribuidores locales, y por algunos festivales uruguayos que tienen o tuvieron un «jurado ACCU», y por la prensa en general, que tradicionalmente dio difusión a los Premios ACCU.
Fue fundada el 2 de agosto de 1947 como Asociación de Críticos Cinematográficos del Uruguay, y teniendo como primer Comité Directivo a Andrés Percivale, Emilio Dominoni Font, Danilo Trelles, Homero Alsina Thevenet y Hugo Alfaro. En 1952 tuvo presencia por primera vez en un festival como Jurado de la Crítica del 2º Festival Internacional de Cine de Punta del Este.
Durante la dictadura, en función de la prohibición de la constitución de asociaciones y gremios, la agrupación consideró prudente designarse como Círculo de Críticos Cinematográficos de Montevideo (CCCM), y en 1983 se afilió a la FIPRESCI.
Terminada la dictadura, regresó a la variante de la designación original actualmente vigente (Asociación de Críticos de Cine del Uruguay). El 22 de marzo de 2012 finalmente se constituyó como asociación civil, teniendo como primer Presidente oficial a Jaime E. Costa. 

## Premios ACCU
Es una entrega de premios, conocidos como los "Premios ACCU" en los cuales sus miembros (críticos y periodistas cinematográficos) votan las mejores películas del año, incluyendo películas internacionales pero centrándose en el cine Uruguayo. Los premios abarcan todas las expresiones posibles que hacen a una película; incluyendo rubros creativos, técnicos y también dentro del espectro actoral.
Una de las ternas dentro de los premios nacionales, es el premio al "Mejor Cortometraje Uruguayo". El cual busca reconocer y premiar a los realizadores de cortometrajes nacionales que en muchos casos funcionan como un adelanto del cine uruguayo por venir.
Hasta el año 2023, se han llevado a cabo 24 entregas de premios, la última ceremonia se realizó en la Sala Delmira Agustini del Teatro Solís en el mes de diciembre.